# Mathilde de Germanie
 (mars 2017).
Mathilde, née l'été 979 et morte le 4 novembre 1025 au manoir d'Echtz (Düren), était la troisième fille de l'empereur Otton II et de son épouse, l'impératrice Théophano.

## Biographie
Rapidement après sa naissance, Mathilde fut envoyée a l'abbaye d'Essen, où sa cousine Mathilde II (de 30 ans son aînée) était abbesse ; elle fut éduquée là. On présume que Mathilde voulait rester dans l'abbaye et devenir abbesse comme ses sœurs aînés : Adélaïde et Sophie, élevées dans les abbayes de Quedlinbourg et de Gandersheim.
Cependant, Mathilde vécu une vie différente de ses deux sœurs, en effet, elle épousa Ezzo († 1034), le fils du comte palatin Hermann Ier de Lotharingie. Le chroniqueur Thietmar de Mersebourg raconte que le frère de Mathilde, le roi Otton III, n'a pas aimé tout de suite l'idée du mariage avec cet homme issu de la basse noblesse. La mère de Mathilde, l'impériatrice Théophano, avait toujours accepté le mariage mais sa cousine l'abbesse Mathilde II a rejeté ces projets. Ezzo sortit alors Mathilde de l'abbaye d'Essen où elle avait vécu, bien que l'abbesse avait vainement refusé de rendre la jeune fille qui a été choisie pour lui succéder. Les embellissements romantiques tardifs ont même prétendu qu'Ezzo avait été secrètement amoureux de la jeune Mathilde.
Sans le consentement de la mère de Mathilde, le mariage ne se produirait pas avec certitude, il est même probable que ce mariage devait assurer le pouvoir d'Otto III. La dynastie des Ottoniens donna au couple de grands cadeaux pour assurer un niveau de vie adéquat. La famille des Ezzonides avait de vastes domaines sur le Rhin et la Moselle. La mère d'Ezzo venait de la lignée des ducs de Souabe et ainsi Ezzo revendiquait ces terres. Mathilde a reçu de nombreuses possessions des Ottoniens et les donna à son mari. Après la mort d'Otton III en 1002, son successeur Henri II tente des confisquer ces domaines mais il s'est heurté à une vive opposition de la part d'Ezzo. Après dix ans de conflit, les deux furent réunies et Henri II a offert son entremise en soutenant le mariage de la fille d'Ezzo, Richezza, avec Mieszko II Lambert, duc de Pologne.
Mathilde est décédée subitement lors d'une visite à son beau-frère Hermann. Elle est enterrée à l'abbaye de Brauweiler.

## Mariage et descendance
Le mariage de Mathilde et Ezzo fut fait par amour et fut très heureux. En tout cas, il a été extrêmement fructueux avec dix enfants :
- Liudolf de Zutphen († 1031) ;
- Otton († 1047), comte palatin de Lotharinhie et duc de Souabe ;
- Hermann († 1056), archevêque de Cologne ;
- Richezza († 1063), épouse de Mieszko II de Pologne ;
- Théophano, abbesse d'Essen et de Gandersheim ;
- Sophie († avant 1031) ;
- Mathilde, abbesse de Dietkirchen et de Vilich ;
- Adélaïde, chanoinesse à Nivelles ;
- Ida, abbesse de Sainte-Marie-du-Capitole à Cologne ;
- Heylwig, abbesse de Neuss, de Dietkirchen et de Vilich.